# Umma (Stadt)
Koordinaten: 31° 37′ 17″ N, 45° 56′ 0″ O
Umma (sumerisch 𒄑𒆵𒆠 ummaKI) in der heutigen Provinz Dhi Qar im Irak, früher auch Gishban genannt, war eine antike Stadt in Sumer. Die Aussprache der sumerischen und akkadischen Namen dieser Stätte sind in der Wissenschaft noch unklar. Ursprünglich wurde Umma mit Tell Jokha identifiziert. Neuere Forschungen brachten aber auch Umm al-Aqarib als Umma in den Fokus, das etwa 7 km nordwestlich liegt. Mittlerweile geht man davon aus, dass beide Orte zu Umma gehörten. Umm al-Aqarib in der frühdynastischen Zeit, und Jokha in der Ur-III-Zeit.

## Geschichte

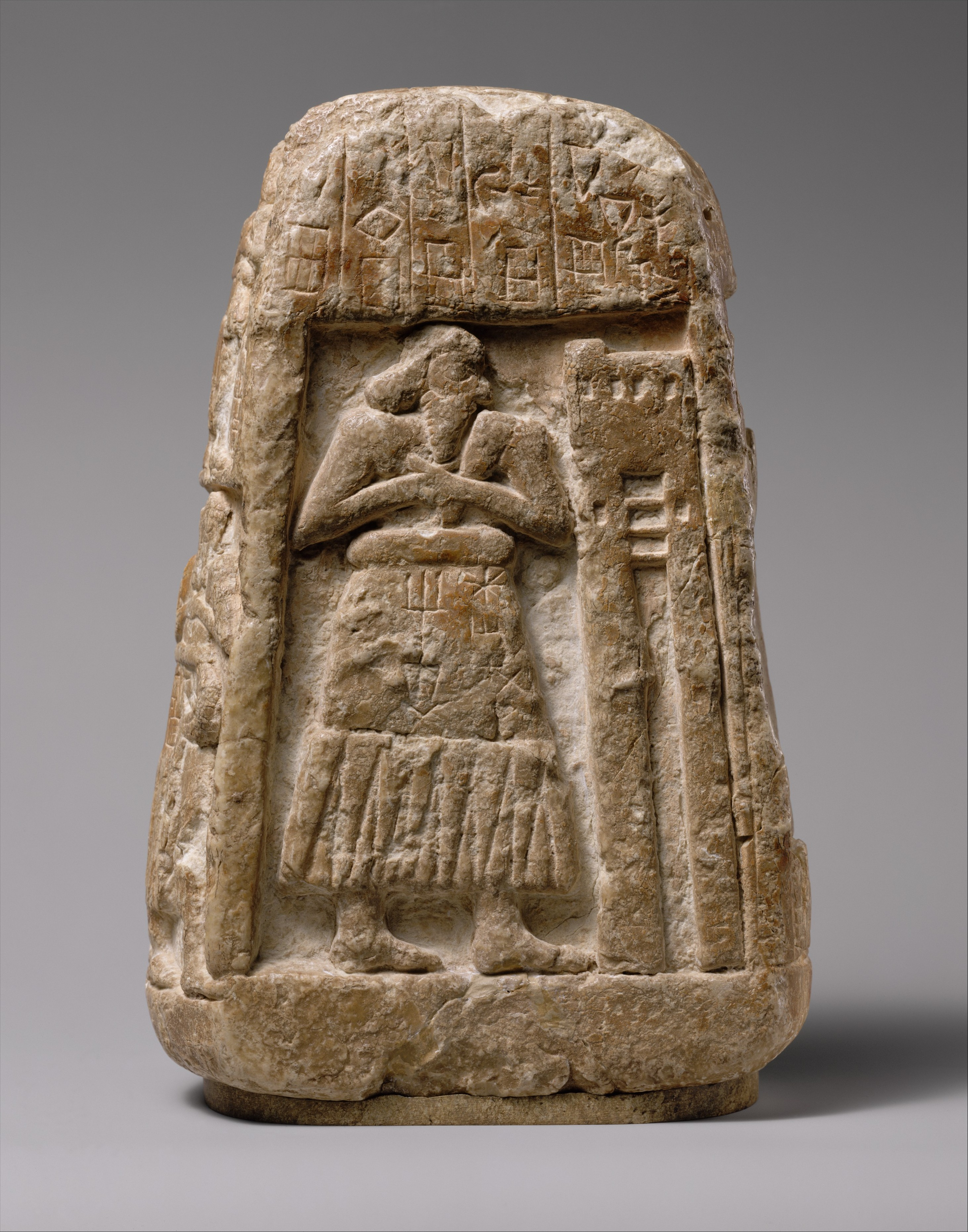
Stele des Uŝumugal aus Umma. Frühdynastische Zeit.

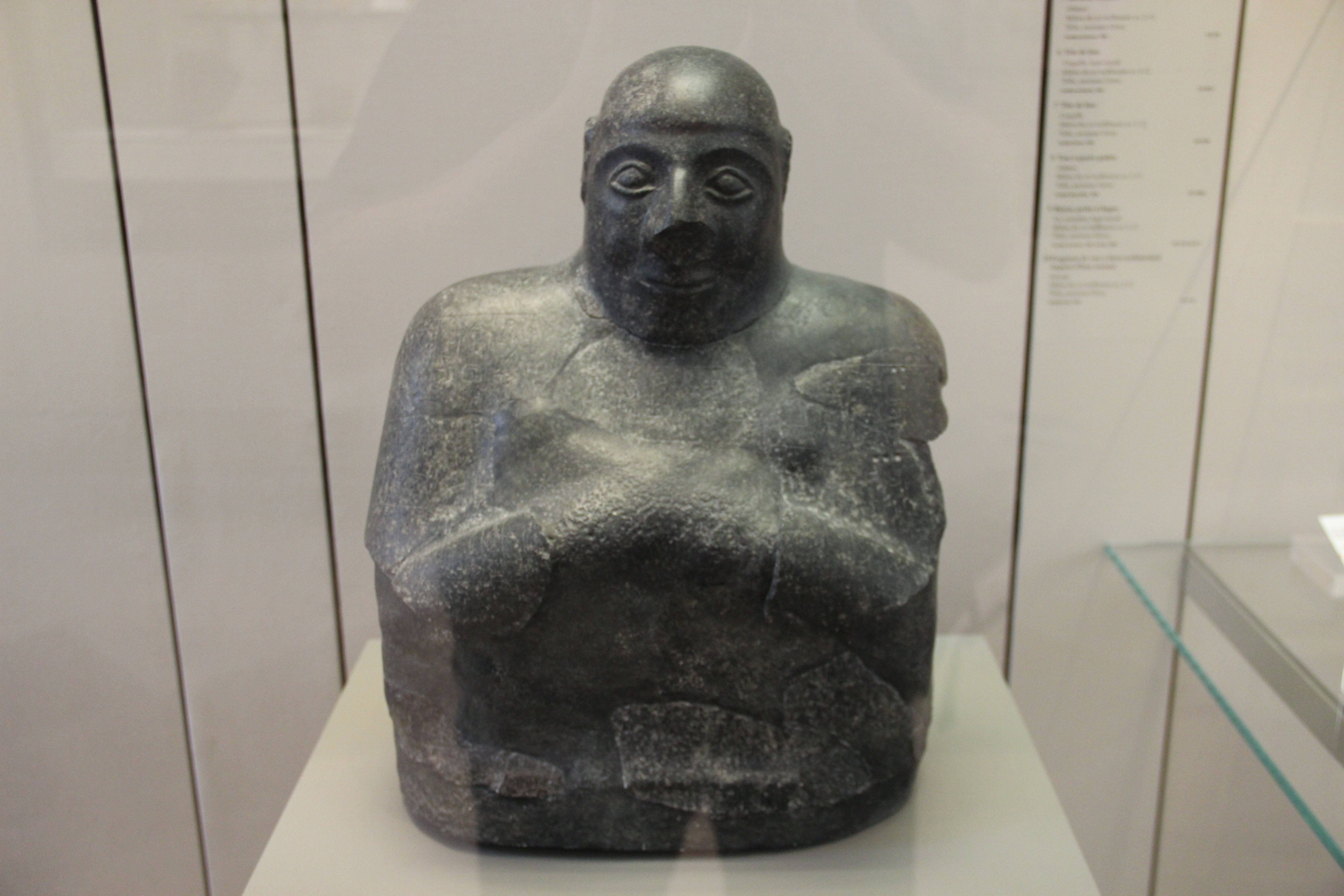
Diorit Statue von Lupad, einem Beamten von Umma. Frühdynastische Zeit.

In dem sumerischen Text Inannas Gang in die Unterwelt hält Inanna die Dämonen aus der Unterwelt davon ab, Šara, Stadtgott von Umma, an ihrer statt in die Unterwelt zu bringen. Šara hatte um seine Herrin Inanna getrauert, Asche über sein Haupt gestreut und sich in den Staub vor seinen Tempel gesetzt. So heißt es im Text:

„Inanna, gehe weg zu deiner Stadt, ihn wollen wir fortbringen!« Die reine Inanna antwortet den Galla-Dämonen: »Mein Sänger Šara, mein Nägelschneider, mein Friseur! Wie werde ich euch so (etwas) gestatten?“

Stattdessen sucht Inanna ihren ehemaligen Liebhaber Dumuzid, der in Uruk ein Gelage feierte, als ihren Ersatz für die Unterwelt aus, da dieser nicht um Inannas Tod getrauert hatte.
Am bekanntesten ist die Stadt für ihren langen Grenzkonflikt mit Lagaŝ, über den Entemena um 2400 v. Chr. berichtet. Obwohl wir hauptsächlich die Korrespondenz aus der Sicht von Lagaŝ kennen, ging Umma aus diesem jahrzehntelangen Konflikt am Ende als Sieger hervor. Den Höhepunkt erreichte die Stadt um 2275 v. Chr. unter der Herrschaft von Lugal-Zagesi, der Lagaŝ zerstörte und auch Ur und Uruk kontrollierte. In der Ur-III-Zeit wurde Umma zu einem wichtigen Provinzzentrum. Die meisten der über 30.000 Tafeln, die an der Fundstelle gefunden wurden, sind Verwaltungs- und Wirtschaftstexte aus dieser Zeit. Sie ermöglichen einen ausgezeichneten Einblick in die Verhältnisse in Umma. Der Umma-Kalender von Shulgi (ca. 21. Jahrhundert v. Chr.) ist der unmittelbare Vorläufer des späteren babylonischen Kalenders und darüber auch des hebräischen Kalenders. Umma scheint nach der mittleren Bronzezeit aufgegeben worden zu sein.

## Archäologie
Die Stätte von Tell Jokha wurde 1852 von William Loftus und Umm al-Aqarib 1885 von John Punnett Peters besucht. Am Anfang des 20. Jahrhunderts tauchten zahlreiche illegal ausgegrabene Umma-Tafeln aus der dritten Dynastie von Ur auf dem Antiquitätenmarkt auf. Von 1999 bis 2002 wurde Jokha von einem irakischen Team bearbeitet, wobei eine Reihe von Tafeln und Bullae aus der altbabylonischen Zeit geborgen wurden. 2017 begann das Archäologisches Institut der Slowakischen Akademie der Wissenschaft mit Ausgrabungen in Tell Jokha.
Die Ausgrabungsstätte Umm al-Aqarib (31,60°N, 45,80°E) erstreckt sich über eine Fläche von etwa 5 Quadratkilometern und besteht aus 21 Hügeln, von denen der größte 20 Meter über dem Niveau der Ebene liegt. Sie wurde in den Jahren 1999–2002 und 2008–2010 von irakischen Archäologen unter schwierigen Bedingungen insgesamt 7 Saisons lang ausgegraben. In Umm al-Aqarib legten die Archäologen Schichten aus der frühdynastischen Zeit frei, darunter mehrere monumentale Gebäude, von denen eines als Tempel oder Palast identifiziert werden konnte.
Während des Irakkrieges 2003 fielen Plünderer über die Stätte her, die heute mit Hunderten von Gräben und Gruben übersät ist. Die Aussichten für künftige offizielle Ausgrabungen und Forschungen wurden dadurch ernsthaft beeinträchtigt.

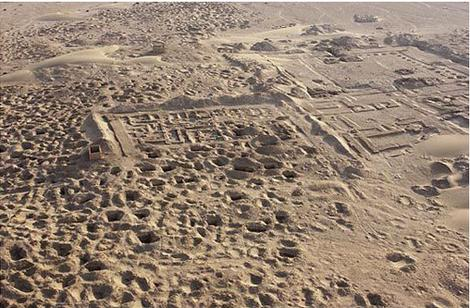
Luftbildaufnahme der zerstörten Ruinen durch viele Raubgrabungen

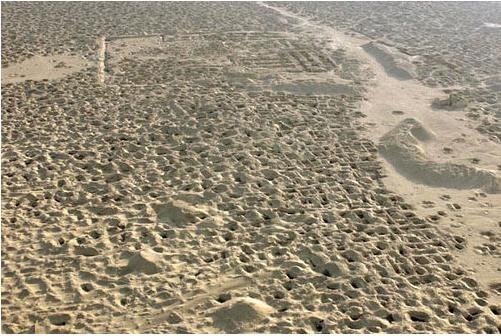
Luftbild Aufnahmen der zerstörten Ruinen von Umma

Im Jahr 2011 veröffentlichte das Global Heritage Network, das die Bedrohung von Kulturstätten in Entwicklungsländern überwacht, Luftbilder, auf denen die Ruinen von Umma 2003 und 2010 verglichen wurde und die eine von Plünderergräben verwüstete Landschaft zeigen – insgesamt etwa 1,12 Quadratkilometer.

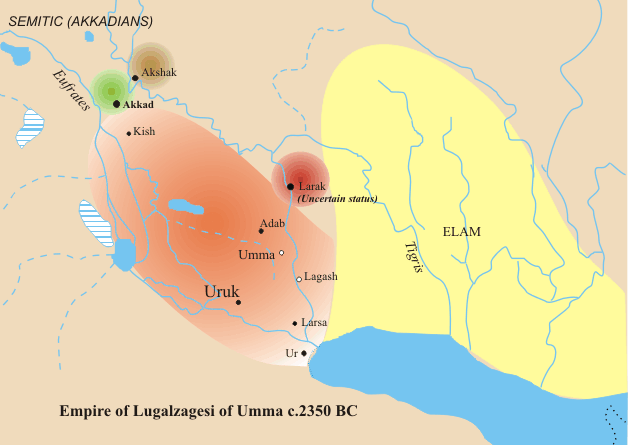
Reich von Umma um 2350 v. Chr. (Archäologisch:: Frühdynastisch III a/b 2600–2450/2340 v. Chr.)